# Weserbrücke (Höxter)
Die Weserbrücke in Höxter verbindet als Stadtbrücke die Altstadt von Höxter mit Niedersachsen. Seit der Gründung Höxters nahm eine Brücke an gleicher Stelle im Handel und Verkehr eine wichtige Rolle ein.

## Lage
Die Weserbrücke von Höxter verbindet die südöstliche Innenstadt mit dem Brückfeld. Von der Altstadt aus ist sie Teil der Landesstraße 755 (Fürstenberger Straße), deren Abzweigungen südwärts über die niedersächsische Landesstraße 549/550 (Bahnhofstraße) nach Boffzen und als L 549 nach Neuhaus im Solling führt und als Landesstraße 550 nach Fürstenberg (Weser). Nordwärts führt die niedersächsische Landesstraße 550 (Holzmindener Straße) östlich des Höxteraner Stadtteils Lüchtringen und nach Holzminden. Auch die Bahnstrecke Altenbeken–Kreiensen, die in Höxter entlang zwischen Altstadt und Weser verläuft, kreuzt die L 755 in Höhe der Weserbrücke in Nähe des Haltepunktes Höxter–Rathaus.

## Beschreibung
Die heutige Brücke ist eine in den Jahren von 1954 bis 1956 errichtete, gevoutete Rahmenbrücke in Spannbeton, mit einem Mittelpfeiler, der sie in zwei Hälften gliedert, dessen linke Hälfte die Weser und die rechte Hälfte das Ufervorland überspannt. Sie ist 136 m lang und 13,30 m breit. Ihr Mittelpfeiler besitzt beiderseitig bugförmige Vorbauten, um bei Hochwasser mit starker Strömung dem Treibgut und auch zugleich bei Eisgang als Eisbrecher den Eisschollen wenig Angriffsflächen auf dem Pfeiler zu bieten. Auch sollen diese die Strömung möglichst wenig bremsen, in dem Verwirbelungen des Wassers gemindert werden.

## Geschichte
Der Standort dieser Brücke am Vorland des Brückfelds gehört geschichtlich zu den bedeutenden Orten Höxters, der durch seine Lage auf beiden Ufern der Weser einem fast hochwasserfreien Zugang hat. Vermutlich bestand hier bereits vor längerer Zeit ein Übergang mit Fähre oder hölzerner Brücke, wo der Hellweg, der vom Rhein zur Elbe hin führte, sich mit der Weser kreuzte. Wahrscheinlich haben bereits der römische Feldherr Drusus in seinen Feldzügen gegen die Germanen und später auch Karl der Große in den Sachsenkriegen, hier in der Nähe die Weser mehrmals überschritten.
Die wirtschaftliche Bedeutung Höxters nahm mit der Gründung der Abtei Corvey zu. Im Jahre 1249 gab Abt Hermann I. von Holte den Bürgern von Höxter die Erlaubnis zum Bau einer neuen  Brücke. In Nähe des historischen Rathauses Höxters befand sich der Brückenmarkt. Diese Brücke bestand aus drei steinernen Jochen, die von Tortürmen gesichert wurden, und einer im Winter bei Eisgang und bei Gefahr demontierbaren Mittelkonstruktion. Sie überstand mehrmals Teilzerstörungen durch Hochwasser, Kriege und auch dem  Dreißigjährigen Krieg.
Als im  Holländischen Krieg, im Jahre 1673, sich der damalige Bischof von Münster, Christoph Bernhard von Galen, der zugleich Administrator des Stiftes Corvey war, mit Ludwig XIV., dem König von Frankreich, verbündete, erfolgte im November des gleichen Jahres die endgültige Zerstörung der Brücke durch den französischen Kommandanten de Fougeraies.
Es blieben nur drei  Einzelbögen stehen. Den Wiederaufbau konnte sich die Stadt nicht mehr leisten und der Verkehr wurde seitdem durch eine Fähre aufrechterhalten. Erst der  preußische Staat ermöglichte im Jahre 1831 einen Neubau der Brücke. Sie diente erneut der West – und Ostverbindung.
Einhergehend mit der Industrialisierung, nahm der Schiffsverkehr durch Dampfschiffe auch auf der Weser zu. Das machten immer wieder bauliche Veränderungen und 1895 eine neue Brücke notwendig. Ein Neubau folgte 1932 und gehörte zur Reichsstraße 64. Vor Ende des Zweiten Weltkrieges wurde die Brücke von deutschen Truppen am 7. April 1945 auf ihrem Rückzug gesprengt. Eine Notbrücke wurde errichtet, die bis zur Eröffnung der neuen Brücke im Jahre 1955 in Betrieb war.
Ab 1973 erfolgte bei Lüchtringen ein Brückenneubau mit einer Umgehungsstraße der K 46, die über sie hinweg führt und seitdem die Altstadt von Höxter vom Verkehr entlastet, siehe Weserbrücke (Lüchtringen).
Seit dem 23. Juni 2016 ist die Weserbrücke wegen großflächigen Schäden an der Beton-Fahrbahnplatte für Fahrzeuge über 3,5 Tonnen gesperrt und wird von einem Ingenieurbüro zusammen mit dem Landesbetrieb Straßenbau NRW auf den genauen Schadensumfang der Brücke geprüft. Ab Mitte September 2016 war eine Vollsperrung mit Ausnahme von Fußgängern geplant.
Seit dem 7. Juni 2022 ist die Brücke komplett gesperrt und wird umfassend saniert. Die Sperrung sollte bis Ende 2022 dauern. Das Tragwerk wurde durch einen zusätzlichen A-Pylon mit vier Seilabspannungen verstärkt.